# Askochytoza bobiku

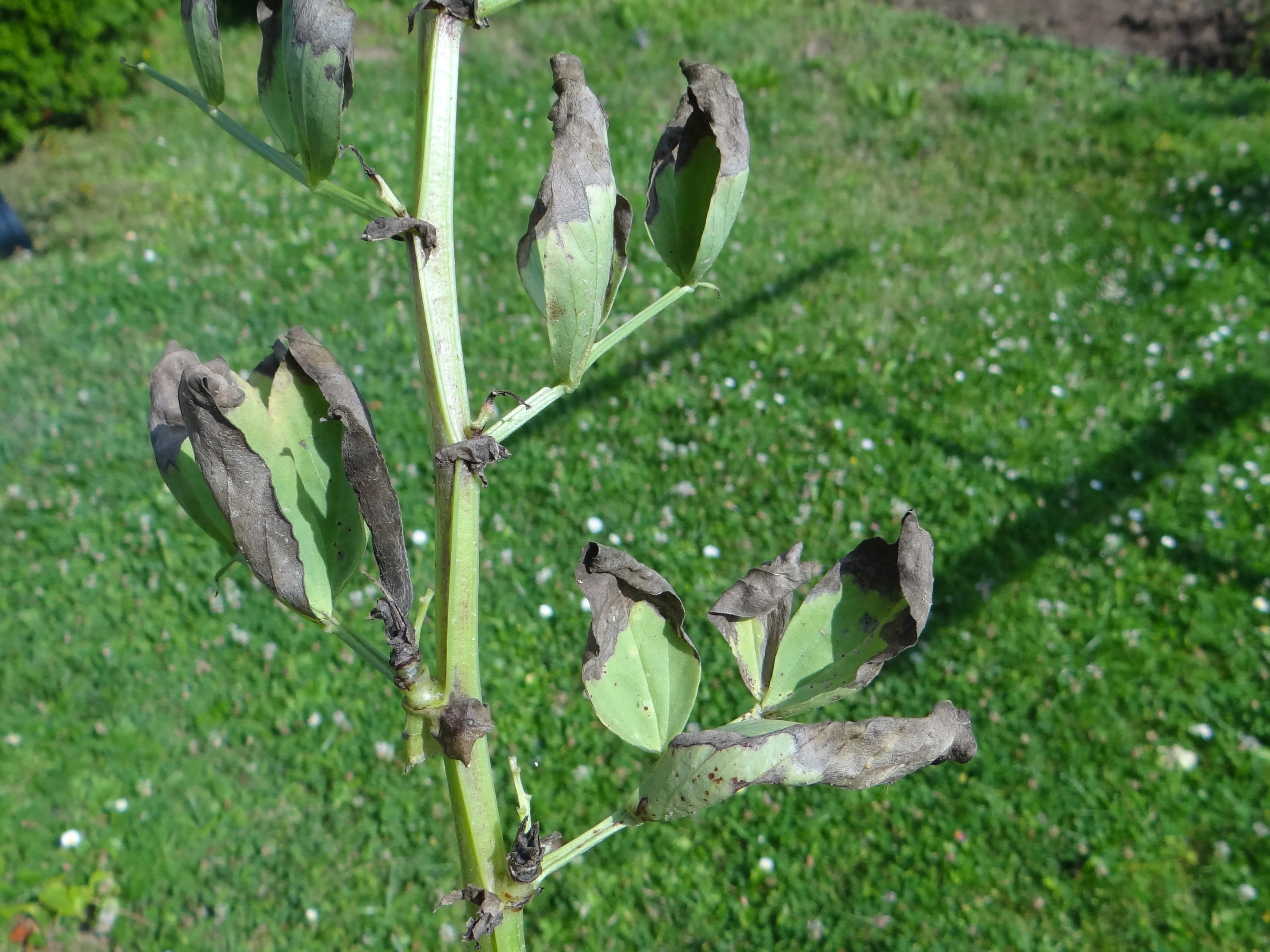
Objawy askochytozy na bobie

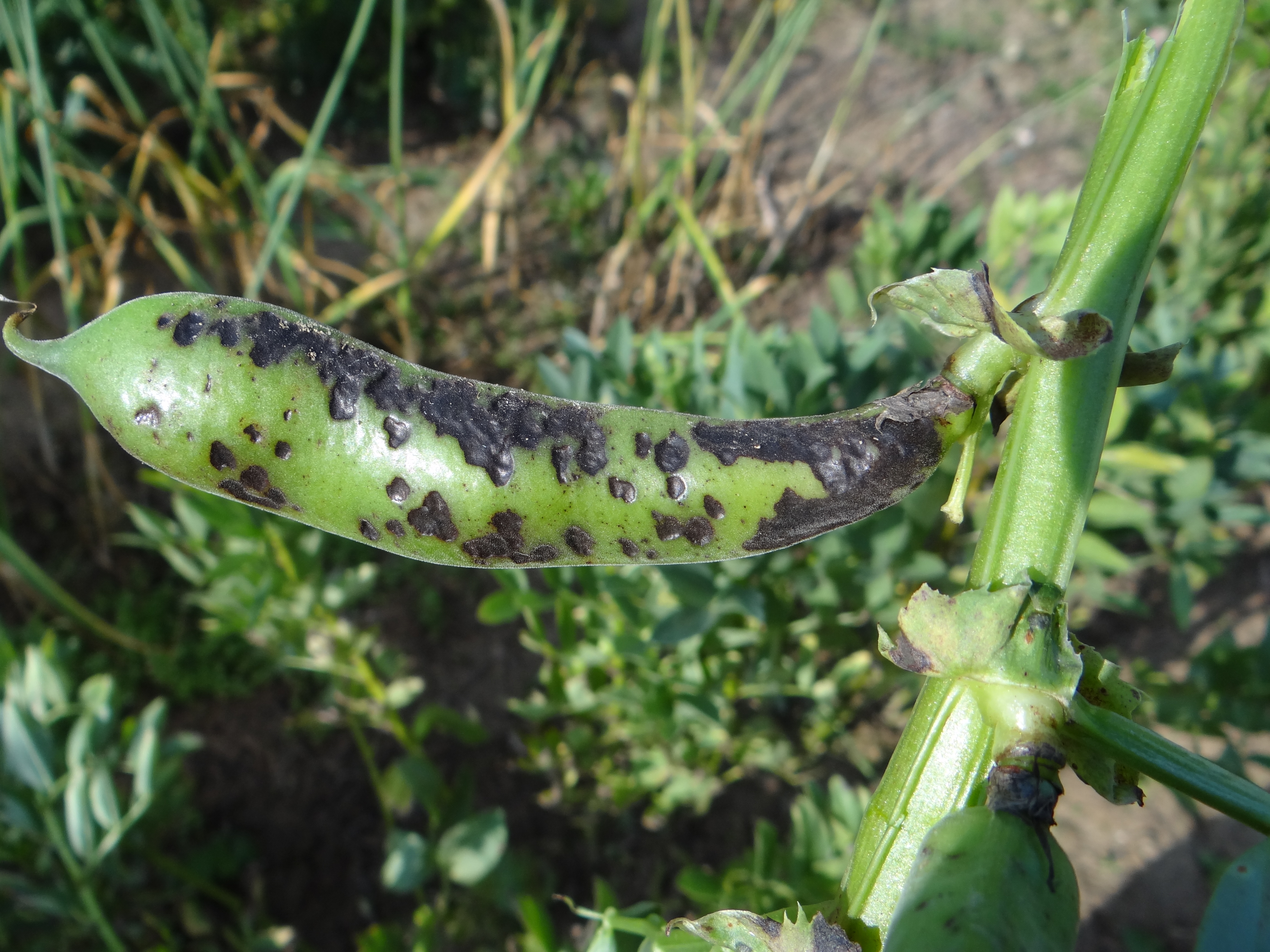
Porażony strąk bobu

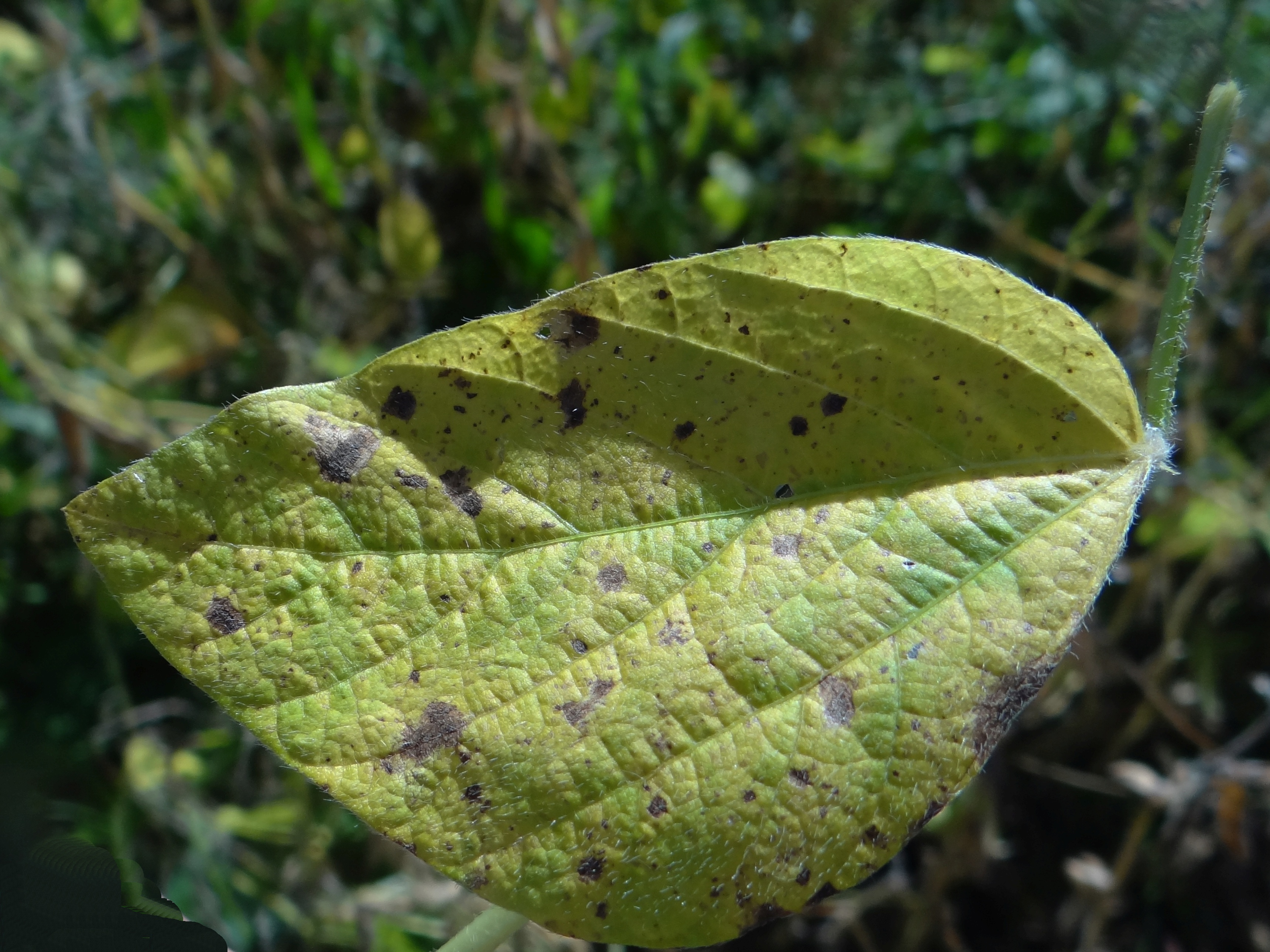
Plamy na liściu bobiku

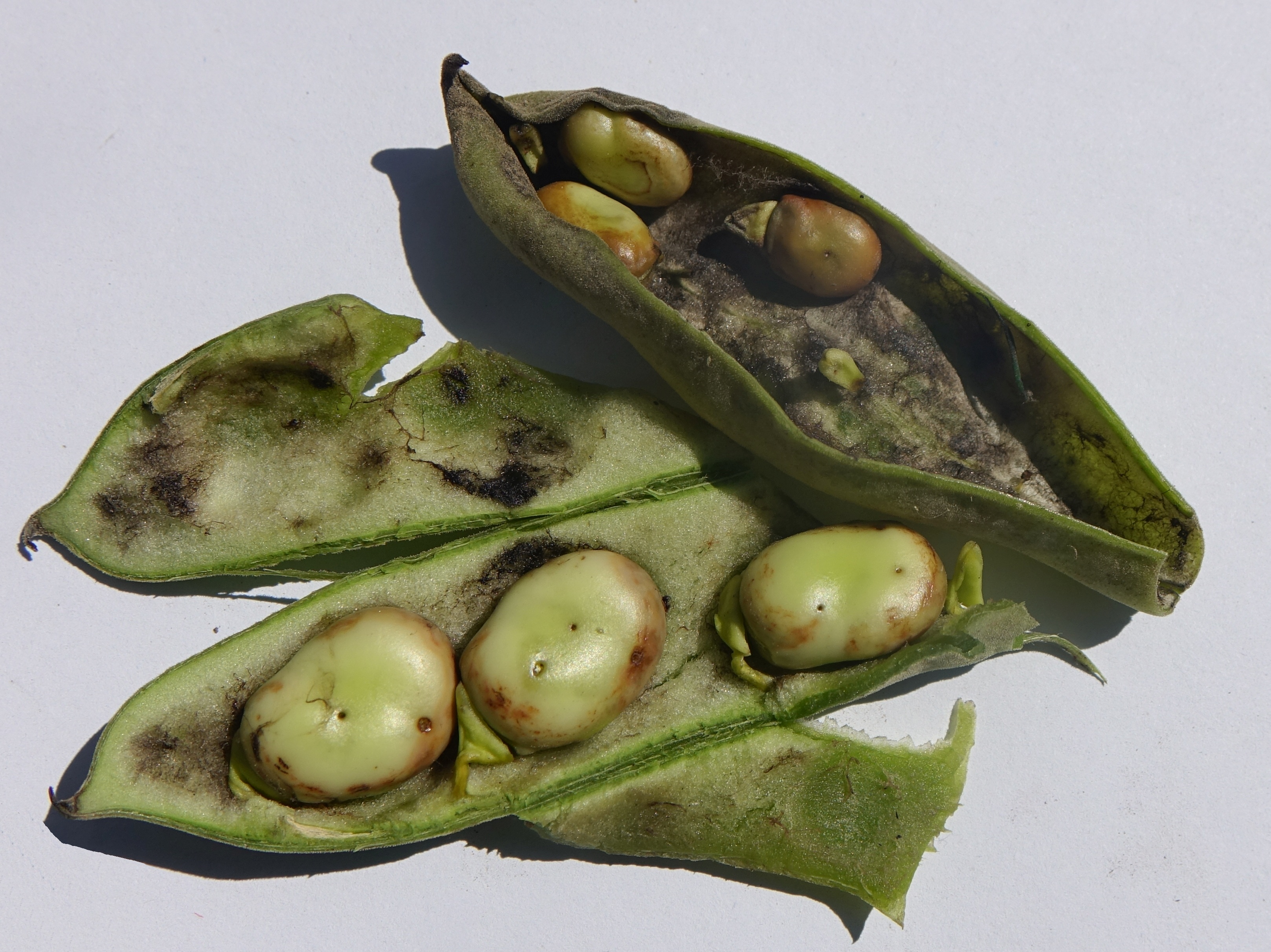
Porażone nasiona

Askochytoza bobiku (ang. Ascochyta blight) lub  askochytoza bobu – grzybowa choroba roślin wywołana przez Didymella fabae (anamorfa: Ascochyta fabae). Atakuje bób i bobik.

## Występowanie i szkodliwość
Jest to choroba z grupy askochytoz. Występuje we wszystkich rejonach uprawy bobu i bobiku na świecie. Występuje głównie i powoduje duże straty w latach o wysokiej ilości opadów, kiedy poraża prawie całe rośliny, natomiast w latach o przeciętnej ilości opadów atakuje tylko dolne liście i często samoistnie się kończy. Nasiona zbierane z pól na których występowała askochytoza mogą mieć gorszą jakość i mogą zawierać mykotoksyny. Ponadto choroba ta silnie wpływa na ilość plonu oraz przydatność nasion do siewu.

## Objawy
Występują początkowo na dolnych liściach, a następnie na coraz młodszych, na których pojawiają się brunatne plamy. Plamy te są ciemniejsze przy brzegu, jaśniejsze w części środkowej, a ich średnica może wynosić około 1 cm. Na plamach mogą być widoczne ciemniejsze punkty, które są owocnikami grzyba (pyknidium). Liście z dużą liczbą plam zamierają. Na strąkach i łodygach plamy są brunatne, zagłębione o wzniesionych, ciemniejszych brzegach. Ze strąków grzyb poraża nasiona i powoduje, że są one drobniejsze, płaskie i pokryte ciemnobrązowymi plamami.
Askochytozę bobu można łatwo pomylić z chwościkiem bobu wywołanym przez grzyba Cercospora zonata. Najważniejszą dla chwościka cechą diagnostyczną są konidiofory grzyba pojawiające się na liściach podczas wilgotnej pogody. Mają postać pęczków, które w skupiskach od 3 do 12, wyłaniających się z powierzchni liścia. Makroskopowo wyglądają jak rzadki, szary lub biały nalot.

## Epidemiologia
Patogen zimuje w glebie na porażonych resztkach bobu i bobiku, źródłem zakażeń są także porażone nasiona, często jednak brak na nich jakichkolwiek objawów porażenia. Najwcześniej objawy chorobowe pojawiają się na tych roślinach, które wyrosły z porażonych nasion. W sezonie wegetacyjnym na porażonych roślinach wytwarzane są zarodniki konidialne. Rozbryzgujące się krople deszczu rozprzestrzeniają je na sąsiednie rośliny dokonując infekcji wtórnych. Infekcji pierwotnej mogą dokonać także roznoszone przez wiatr zarodniki workowe, ale nie odgrywają one większej roli w rozprzestrzenianiu choroby.
Zarodniki kiełkują przy temperaturze między 15 a 25 °C, optymalna temperatura wynosi 20 °C. Niezbędna do kiełkowania jest także wysoka wilgotność, a czas zwilżenia wynosi co najmniej 4 godziny.

## Zwalczanie
Zwalczanie choroby polega na zaorywaniu resztek pożniwnych, używaniu do siewu zdrowych nasion, zaprawianie ziarna, uprawie roślin bardziej odpornych na askochytozę. W przypadku wystąpienia choroby na plantacji należy wykonać dwu lub trzykrotne opryskiwanie fungicydami zawierającymi karbendzymy i flusilazol (Alert 375C), fungicydami dikarboksyimidowymi (Ronilan 500SC), i prochlorazowymi (Sportak 450 EC, Mirage 450 EC). Należy wykonać dwukrotne opryskiwanie w 2-tygodniowych odstępach, za każdym razem stosując inny preparat. Pierwszy oprysk wykonuje się zaraz po pojawieniu się pierwszych objawów. Zabiegi te zwalczają również drugą powszechną chorobę bobu i bobiku – czekoladową plamistość bobiku i czekoladowa plamistość bobu.